# Université catholique de l'Ouest - Pacifique
« ISEPP » redirige ici. Pour les articles homophones, voir ISEP et ISSEP.
L’Université catholique de l'Ouest - Pacifique, ou UCO Pacifique, anciennement l'Institut supérieur de l’enseignement privé de Polynésie française (ISEPP), est établissement d'enseignement supérieur privé catholique situé à Papeete, en Polynésie française. Fondé en 1999, l'établissement universitaire appartient au réseau de l’Université Catholique de l’Ouest, située à Angers.

## Historique
Créé en 1999, l'Institut supérieur de l’enseignement privé de Polynésie française (ISEPP) s’est donné pour vocation initiale de former en priorité le personnel enseignant du privé, en ouvrant une licence de Sciences de l’éducation, puis un DEUG de Psychologie.
Fort de la réussite de cette expérience et devant les nombreuses demandes en formation universitaire, l’équipe de l'ISEPP a mis en place deux filières ouvertes à tout public : une licence d’Information et de Communication et une licence de Psychologie[réf. nécessaire].
L'université reste spécialisé dans ces deux filières, mais poursuit en parallèle son travail de construction et de diffusion du savoir dans le domaine des sciences sociales et humaines.
Depuis 2007, une licence en Sociologie et Ethnologie-anthropologie, une licence et un Master 2 en Sciences de l’éducation ont ainsi rejoint les autres formations.
Pour la rentrée 2009, 3 DU professionnalisant LICAP (Langue et Interculturalité Asie-Pacifique) seront dispensés au sein de l’ISEPP, puis au sein de l'UCO Pacifique.

## Organisation
L’Université catholique de l'Ouest - Pacifique, anciennement l'Institut supérieur de l’enseignement privé de Polynésie française (ISEPP), est rattaché à la Direction de l’Enseignement catholique de Polynésie (DEC) qui en garantit le caractère propre.

L’Université catholique de l'Ouest - Pacifique un institut universitaire associé à l’Université Catholique de l’Ouest, située à Angers.

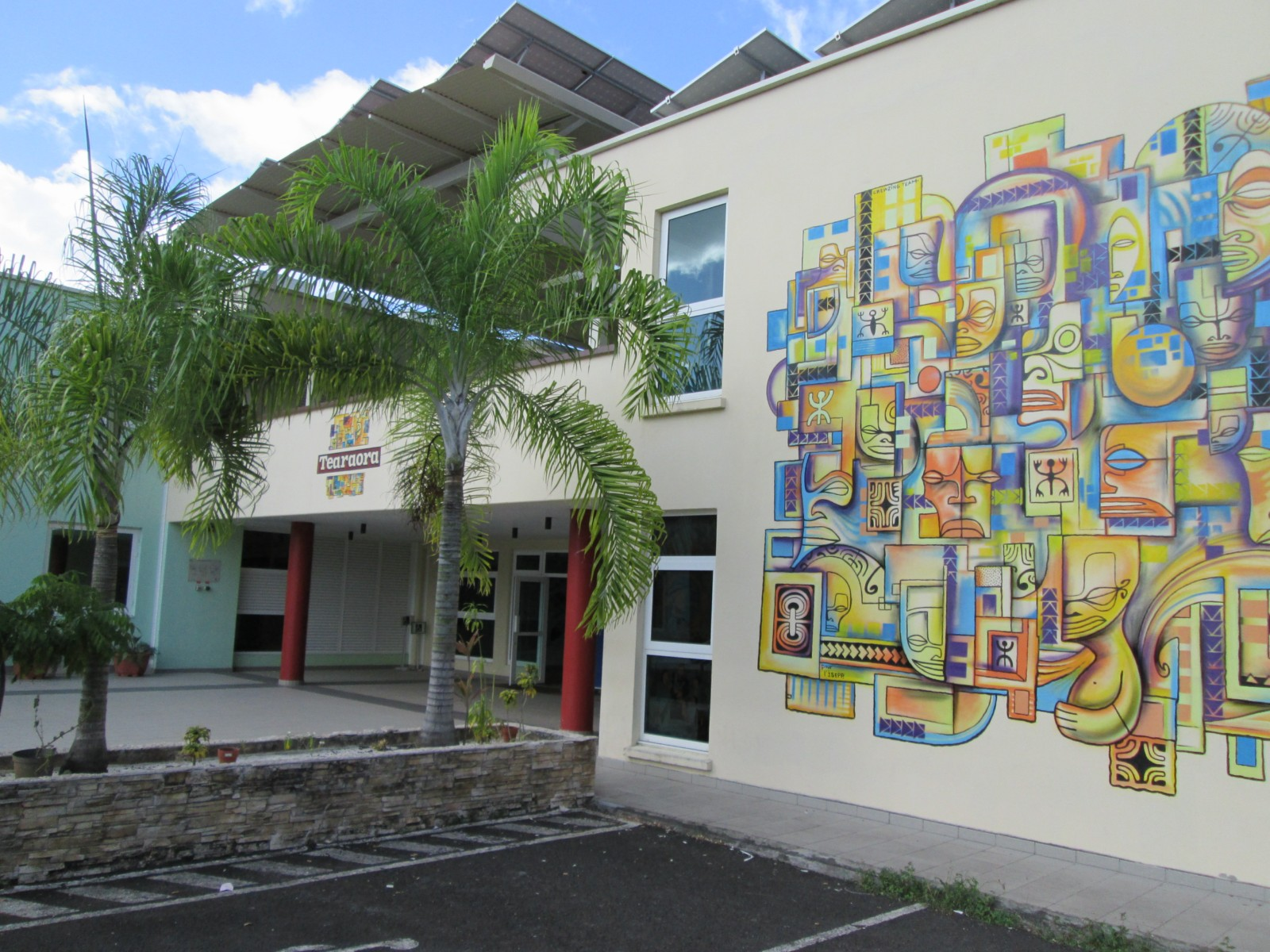
Hall d'entrée de l'UCO Pacifique.

Avec ses 200 étudiants, ses équipements (amphithéâtre de 200 places, labos informatiques, bibliothèque universitaire) et fort de son équipe de 7 permanents académiques et de quelque 70 vacataires, l'UCO Pacifique devient de fait un pôle de recherche qui a toute sa place en Polynésie. Des conférences mensuelles (assurées par des universitaires locaux, nationaux et internationaux), une équipe locale de recherche impliquée dans des thématiques visant à la résolution de problèmes humains et sociaux polynésiens, sont le fer de lance de cette politique de recherche.
Les principales orientations que l’équipe d’enseignants et le personnel technique cherchent à privilégier sont le travail d’équipe, le suivi personnalisé des étudiants, la responsabilisation progressive par rapport à leurs études et à leur insertion sociale, le lien entre l’exigence intellectuelle et la préparation professionnelle, l’ouverture sur une dimension planétaire, sans oublier la promotion d’un esprit de convivialité[réf. nécessaire].
L'UCO Pacifique se veut un centre d’enseignement supérieur tourné vers la transmission des savoirs, l’élaboration d’une pensée, dans une optique d’ouverture et de rigueur intellectuelles, au service du développement des hommes et des femmes de notre pays.

## Les filières de l'UCO à Papeete
| Filières                       | L1 | L2 | L3 | M1 | M2 | DU |
| ------------------------------ | -- | -- | -- | -- | -- | -- |
| Psychologie                    | •  | •  | •  |    |    |    |
| Information et Communication   | •  | •  | •  | •  |    |    |
| Sciences de l'Éducation        |    |    | •  |    |    |    |
| Ingénierie de la formation     |    |    |    |    | •  |    |
| Sociologie-Ethnologie          |    |    | •  |    |    |    |
| Théologie                      |    |    |    |    |    | •  |
| Management et Interculturalité |    |    |    |    |    | •  |
| LICAP                          |    |    |    |    |    | •  |
| Banques-Assurances             |    |    | •  |    |    |    |
| Environnement                  |    |    | •  |    |    |    |

| • | Formations disponibles                   |
| • | Formations en projet                     |
| • | Formations proposées et plus disponibles |